# Mont Rōtui
Le mont Rōtui est un sommet de l’île de Moorea culminant à une altitude de 899 mètres. Il se trouve au nord de l’île et sépare les baies d'Ōpūnohu et de Cook.

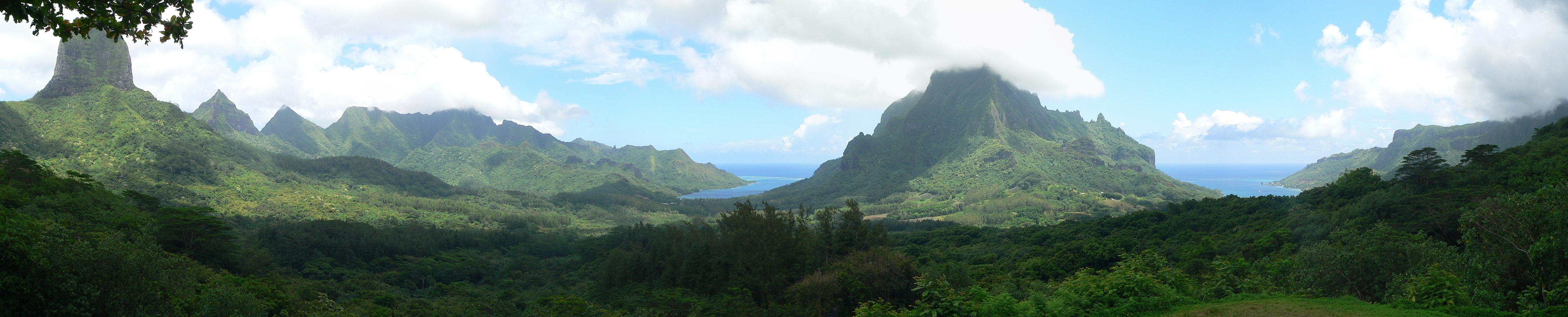
Vue panoramique avec la baie d'Ōpūnohu (centre), la baie de Cook (droite) et le mont Rōtui (centre-droit).